# Reivindicación del Conde Don Julián
Reivindicación del Conde Don Julián o simplemente Don Julián es una novela de 1970 del escritor español Juan Goytisolo. El título se refiere a Don Julián, conde de Ceuta. El libro fue publicado en México por Editorial Joaquín Mortiz. Es la segunda entrega de la trilogía de Álvaro Mendiola, que también incluye Señas de identidad y Juan sin tierra.
El libro se plantea como una reivindicación de la figura histórica de Don Julián, quién es considerado uno de los villanos de la historia tradicional española, por facilitar la conquista árabe de España en el siglo VIII, para vengar el presunto abuso sexual de una de sus hijas por parte de Rodrigo, el último rey visigodo. Con el título de Goytisolo pretende defender o reivindicar a Don Julián, es decir celebrar lo que hizo, en lugar de condenarlo.
Hasta la muerte de Francisco Franco en 1975, la novela no pudo publicarse en España porque se consideraba antipatriótica y anticatólica. El filósofo romano Séneca, considerado una gloria nacional, es objeto de críticas y sátiras particularmente duras. En un parque de diversiones, el narrador ingresa a un gran modelo de la vagina de Isabel la Católica. Se deleita en que Don Julián facilitara la violación de vírgenes españolas por los invasores moros. En un momento dado, considera cómo infectar a todo el país con sífilis. El protagonista, que vive en Marruecos (como lo hizo Goytisolo), busca vengarse de España, el país que lo expulsó, destruyendo su literatura, religión, creencias culturales, mitos e idioma.
Mario Vargas Llosa dijo que el Conde Don Julián es "la obra más conmovedora de Goytisolo".